# Erkki Pitkäranta
Erkki Pitkäranta är en finländsk arkitekt.
Erkki Pitkäranta har sedan 1990 ett eget arkitektkontor i Helsingfors.
Han har i flera projekt, till exempel Masaby kyrka, samarbetat med konstnären Jan-Erik Andersson.

## Verk i urval
- Sjömanskyrkan i Muuga hamn, Viimsi kommun, Estland, 1996
- Ladugården Kummin (finska: Kumina), Östermarks kommun, 1996 (tillsammans med Jan-Erik Andersson med flera)
- Gerbera, 1998, Kiipula trädgårdsmästarskola i Finland (tillsammans med (Jan-Erik Andersson)
- Masaby kyrka, 1999 (med interiördekorationerna Floden vid berget tillsammans med Jan-Erik Andersson)
- Life on a Leaf, 2009, enfamiljsvilla i Åbo (tillsammans med Jan-Erik Andersson)
- Jag är, gestaltning av samlingssal för församlingen i Kouvola i Finland (tillsammans med Jan-Erik Andersson)